# Strada statale 331 di Lerici
La ex strada statale 331 di Lerici (SS 331), ora strada provinciale 331 di Lerici (SP 331), è una strada provinciale italiana. Inizia nella zona est della Spezia e termina a Romito Magra di Arcola.

## Percorso
Il punto di partenza è segnato a La Spezia dall'incrocio tra viale Italia (strada statale 1 Via Aurelia) e viale San Bartolomeo e rappresenta la direttrice per raggiungere la piana del Magra attraverso il levante del golfo spezzino. Dopo aver attraversato i quartieri del Canaletto, Fossamastra e del Muggiano, e le zone portuali, industriali e artigianali del capoluogo, raggiunge il territorio comunale di Lerici attraverso un tunnel. Superato un altro tunnel la strada svalica per la volta della Val di Magra e dopo aver percorso un tratto tortuoso, raggiunge l'abitato di Romito Magra e si raccorda in una rotonda con la strada statale 432 della Bocca di Magra che conduce in direzione di Ameglia - Bocca di Magra. Percorrendo il rondò a sinistra, la Statale 331 prosegue per un paio di chilometri fino a raggiungere uno svincolo che la raccorda con la Statale Aurelia che si dirama in direzione nord (La Spezia) e direzione sud (Sarzana - strada statale 62 della Cisa).
In seguito al decreto legislativo n. 112 del 1998, dal 2001 la gestione è passata dall'ANAS alla Regione Liguria che ha provveduto al trasferimento dell'infrastruttura al demanio della Provincia della Spezia.

## Variante
Da alcuni anni è stata realizzata una superstrada, quale variante della vecchia statale, che connette il capoluogo a Lerici, mediante l'utilizzo di due lunghi tunnel raccordati allo svincolo autostradale La Spezia - Porto Est. Questa superstrada non è altro che un primo tronco di quella che nel futuro sarà una vera e propria tangenziale della costa di levante del golfo della Spezia.